# نوواتا (اکلاهما)
نوواتا(به انگلیسی: Nowata) شهری در ایالت اکلاهما کشور ایالات متحده آمریکا است که جمعیت آن در سرشماری سال ۲۰۱۰ میلادی، ۳٬۷۳۱ نفر بوده‌است.